# Viktor Deni
Viktor Deni, pseudonimo di Viktor Nikolaevič Denisov (in russo Виктор Николаевич Денисов?; Mosca, 8 marzo 1893 – Mosca, 3 agosto 1946), è stato un disegnatore russo, uno dei principali artisti Agit-Prop del periodo bolscevico.

## Biografia
Nato a Mosca nel 1893, abbrevierà il suo cognome in Deni. Autodidatta, a 17 anni pubblicò i suoi primi disegni nel giornale satirico Budil'nik. Nel 1906 partecipò alle mostre dell'"Associazione degli indipendenti". Si trasferì a San Pietroburgo nel 1913, affermandosi come caricaturista di successo per numerose riviste. In seguito diventò direttore artistico del settimanale umoristico Bich.
Dopo la Rivoluzione d'ottobre lavorò per la Litizdat, la casa editrice di Stato, organismo fondato per coordinare i centri editoriali bolscevichi. Produsse circa 50 manifesti politici durante la Guerra civile russa, tra cui alcuni dei suoi lavori più noti. Dal 1921 Deni si concentrò nella produzione di vignette sulla Pravda, soprattutto su temi di politica estera. Nel 1932 conseguì il titolo di Artista benemerito dell'Unione Sovietica.
Durante la seconda guerra mondiale tornò realizzare manifesti di propaganda insieme a Michail Čeremnych e Dmitrij Moor. Morì nel 1946.

## Opere
Deni realizzò durante la Guerra civile russa e la Seconda guerra mondiale alcuni tra i più famosi manifesti di propaganda. Le opere di Viktor Deni si trovano presso la Galleria Tret'jakov e il Museo russo di San Pietroburgo.